# Krister Kristensson
Krister Kristensson (25. července 1942, Malmö – 29. ledna 2023) byl švédský fotbalista, obránce.

## Fotbalová kariéra
Ve švédské lize hrál za Malmö FF, nastoupil ve 348 ligových utkáních a dal 5 gólů. S týmem vyhrál sedmkrát švédskou fotbalovou ligu a pětkrát švédský fotbalový pohár. V Poháru mistrů evropských zemí nastoupil v 19 utkáních, v Poháru vítězů pohárů nastoupil v 10 utkáních a dal 1 gól a v Poháru UEFA nastoupil v 7 utkáních. Kariéru končil v nižších soutěžích v týmu Trelleborgs FF. Za reprezentaci Švédska nastoupil v letech 1967–1972 ve 38 utkáních. Byl členem švédské reprezentace na Mistrovství světa ve fotbale 1970, ale zůstal jen mezi náhradníky.

## Ligová bilance
| Ročník                 | Zápasy | Góly | Klub           |
| ---------------------- | ------ | ---- | -------------- |
| 1. švédská liga 1963   | 16     | 0    | Malmö FF       |
| 1. švédská liga 1964   | 19     | 0    | Malmö FF       |
| 1. švédská liga 1965   | 8      | 0    | Malmö FF       |
| 1. švédská liga 1966   | 22     | 0    | Malmö FF       |
| 1. švédská liga 1967   | 22     | 0    | Malmö FF       |
| 1. švédská liga 1968   | 22     | 0    | Malmö FF       |
| 1. švédská liga 1969   | 22     | 0    | Malmö FF       |
| 1. švédská liga 1970   | 22     | 0    | Malmö FF       |
| 1. švédská liga 1971   | 22     | 0    | Malmö FF       |
| 1. švédská liga 1972   | 22     | 0    | Malmö FF       |
| 1. švédská liga 1973   | 26     | 1    | Malmö FF       |
| 1. švédská liga 1974   | 26     | 1    | Malmö FF       |
| 1. švédská liga 1975   | 22     | 1    | Malmö FF       |
| 1. švédská liga 1976   | 25     | 0    | Malmö FF       |
| 1. švédská liga 1977   | 26     | 2    | Malmö FF       |
| 1. švédská liga 1978   | 26     | 0    | Malmö FF       |
| 1. švédská liga 1979   | 0      | 0    | Malmö FF       |
| 2. švédská liga 1981   | 22     | 0    | Trelleborgs FF |
| CELKEM 1. švédská liga | 348    | 5    |                |